# Кантория
Кантория (на испански: Cantoria) е населено място и община в Испания. Намира се в провинция Алмерия, в състава на автономната област Андалусия. Общината влиза в състава на района (комарка) Вале дел Алмансора. Заема площ от 79 km². Населението му е 4001 души (по данни от 2010 г.). Разстоянието до административния център на провинцията е 92 km.

## Демография
| 1996 | 1998 | 1999 | 2000 | 2001 | 2002 | 2003 | 2004 | 2005 | 2006 |
| ---- | ---- | ---- | ---- | ---- | ---- | ---- | ---- | ---- | ---- |
| 3357 | 3206 | 3206 | 3147 | 3147 | 3223 | 3230 | 3382 | 3565 |      |